# Distrito de Ihuayllo
El Distrito de Ihuayllo es uno de los 17 distritos de la Provincia de Aymaraes, ubicada en el departamento de Apurímac, bajo la administración del Gobierno regional de Apurímac, ubicado en el sur del Perú.
Desde el punto de vista jerárquico de la Iglesia católica forma parte de la Diócesis de Abancay la cual, a su vez, pertenece a la Arquidiócesis de Cusco.

## Historia
El distrito fue creado mediante Ley No.13430 del 12 de mayo de 1960.

## Autoridades

### Municipales
- 2011-2014:[3]
  - Alcalde: Bruno Emilio Guillén Huamaní, del Movimiento Poder Popular Andino (PPA).
  - Regidores: Gedion Tello Rojas (PPA), Adderly Torres Molina (PPA), Percy Rodrigo Avendaño Tello (PPA), Ciriana Virto Arbieto (PPA), Wilfredo Flores Huamani (Kallpa).
- 2007-2010
  - Alcalde: Elio Garay Roldan

## Festividades
- Junio 13: San Antonio.
- Julio 16: Virgen del Carmen
- Diciembre 8: Inmaculada Concepción.